# Eriococcus lagerstroemiae
Eriococcus lagerstroemiae är en insektsart som beskrevs av Kuwana 1907. Eriococcus lagerstroemiae ingår i släktet Eriococcus och familjen filtsköldlöss. Inga underarter finns listade i Catalogue of Life.